# Rotte gaten
De Rotte gaten is een natuurgebied te Kortenberg in de Belgische provincie Vlaams-Brabant.

## Gebied
Het gebied dient als buffer voor de Molenbeek en behoort tot de Groene vallei. Dit valleigebied, gelegen tussen Melsbroek, Kampenhout, Kortenberg en Veltem omvat grasland, bos, ruigtes, veenmoerassen en een vijver. Een plankenpad doorkruist het gebied.

## Vogels
- boomklever, ijsvogel, matkop, zwarte specht, buizerd, houtsnip, kerkuil, ransuil, bosuil en steenuil.